# 焦氏筆乘
《焦氏笔乘》是学术笔记，对经义史传的缺误有所考订，凡六卷，续集八卷。焦竑撰。
《焦氏笔乘》是焦竑读书和讲学的笔记，筆乘即筆記雜錄之意。焦竑是明代自杨慎以后最为博学的人。《焦氏笔乘》有正集六卷，续集八卷，记录上千条，凡二十萬言，内容极为丰富，有“用修论转注”、“伯琦论转注之误”、“汉儒失制字之意”、“古字有通用假借用”等节，有许多见发前人之所未发，耐人寻味。例如過去朱子的“叶音”说在后世的影响很大，然而焦竑在《焦氏笔乘》提出“古诗无叶音”的看法。六書之說，前人说法各异，难以理解。焦竑指出周伯琦《六書正譌》所说“转注者，侧山为阜，倒之为币”，是错误的。焦竑認為轉注是指“一字數音……转注如注水行地，为浦为溆，各有名字矣”。正集卷六则设有《伪书》一条，指出《本草》非神农书，《山海经》非禹、益书，《三略》、《六韬》非太公书，《尔雅》非周公书，《左传》非丘明书。此书在焦竑生前即受到重视，常被广泛征引。万历三十四年（1606年），《焦氏笔乘》正續二集由学生谢与栋刊刻行世。